# Sugar Creek (Wabash River)
Der Sugar Creek ist ein linker Nebenfluss des Wabash River im US-Bundesstaat Indiana. Der Fluss ist etwa 150 km lang und entwässert ein Areal von 2100 km². Der mittlere Abfluss am Pegel Crawfordsville beträgt 14,5 m³/s.
Der Sugar Creek entspringt im Clinton County 55 km nördlich von Indianapolis. Er fließt hauptsächlich in westsüdwestlicher Richtung. An seinem Flusslauf liegen die Orte Kirklin, Mechanicsburg, Thorntown und Darlington. Anschließend passiert er den Nordrand der Stadt Crawfordsville. Am Unterlauf liegen die Schutzgebiete Shades State Park und Turkey Run State Park. Schließlich mündet der Sugar Creek 40 km nördlich von Terre Haute in den Wabash River.

## Natur
Am Unterlauf befinden sich die nationalen Naturdenkmale (National Natural Landmark) Pine Hills (im Shades State Park) und Rocky Hollow Falls Canyon Nature Preserve (im Turkey Run State Park).
Entlang dem Flusslauf wachsen Kanadische Eibe, Kanadische Hemlocktanne und Weymouth-Kiefer, Relikte der letzten Eiszeit.
Der Sugar Creek bietet Lebensraum für bedrohte Tierarten wie der Süßwassermuschel Pleurobema clava („clubshell mussel“) und der Barschart Percina evides („gilt darter“).